# Agence universitaire de la Francophonie
AUF (Frans:L'Agence universitaire de la Francophonie) is een samenwerkingsverband tussen Franstalige universiteiten over de gehele wereld. De organisatie werd in 1961 in Montréal opgericht, en telt 812 leden in 104 landen.